# Adrian Crișan
Adrian Crișan (ur. 7 maja 1980 w Bystrzycy) – rumuński tenisista stołowy. Członek kadry narodowej i olimpijskiej mężczyzn Rumunii. Jest sponsorowany przez japońską firmę tenisa stołowego Butterfly. Zawodnik niemieckiego klubu tenisa stołowego TTF Libherr Ochsenhausen (klub z bundesligi). Mieszka w Ochsenhausen. Obecnie najlepszy zawodnik w Rumunii i 10 w Europie.
- Miejsce w światowym rankingu ITTF: 27.